# けんとん
けんとんは、岐阜県で生産されている豚の一種。

## 名称の由来
「健康な豚肉」の「健」と「豚」を合わせた「健豚」から命名された。「飛騨けんとん」「美濃けんとん」と別々に称されることがあるが、正式には「飛騨けんとん・美濃けんとん」で一つの名称であり、「飛騨・美濃けんとん」ともいう。

## 定義
- 岐阜県畜産試験所が開発した、ヨークシャー種の「ナガラヨーク」種とランドレース種を交配した豚などを母豚とし、雄豚にデュロック種を使用した豚である。
- 飼料にはよもぎとビタミンEを添加している。
- 成長が早く、約180日で出荷される。

## 特徴
- 脂肪が少なく、臭みが少ない。